# 岐南町立北小学校
岐南町立北小学校（ぎなんちょうりつ きたしょうがっこう）は、岐阜県羽島郡岐南町八剣一丁目にある公立小学校。

## 通学区域
- 通学区域は上印食1-9丁目、八剣1-9丁目、八剣北1-7丁目、平成1-7丁目、三宅1丁目の一部、三宅2丁目である[1]。公立中学校の進学先は岐南町立岐南中学校である。

## 沿革
- 1979年（昭和54年）10月29日 - 第三小学校（仮称）建設準備委員会設立。
- 1980年（昭和55年）1月23日 - 建設地が岐南町役場周辺に決定する[2]。
- 1981年（昭和56年）
  - 8月4日 - 起工式[3]。
  - 12月 - 一般公募の結果、校名が北小学校に決定する[4]。
- 1982年（昭和57年）
  - 4月1日 - 岐南町立北小学校として開校。校区のほとんどは西小学校からの分離であり、東小学校からの校区分離は三宅須賀地区（現在の三宅1、2丁目など）である。西小学校から約610人、東小学校から約60人が北小学校に転入する[5]
  - 4月6日 - 開校式。

## 交通機関
- 岐阜バス
城田寺団地線「岐南町役場前」バス停下車、徒歩5分
JR岐阜駅バスターミナル（岐阜駅北）、名鉄岐阜のりば（名鉄岐阜駅西）より「岐南営業所」行き
- 岐南町コミュニティバス「北小学校前」バス停下車、徒歩1分

## 著名な出身者
- 植松仁　（長野オリンピックショートトラックスピードスケート500m銅メダル、競輪選手）

## 学校周辺
- 岐南町役場
- 岐南町中央公民館
- 岐南町ほほえみ会館
- 岐南郵便局
- DCM21岐南店
- スギ薬局岐南店
- 岐阜女子高等学校
- フォーカスポーカス